# Inferência imediata
Uma inferência imediata é uma inferência na qual pode ser feita a partir de apenas uma afirmação ou proposição. Por exemplo, partindo da afirmação “Todos os sapos são verdes” podemos obter a inferência imediata “Nenhum sapo não é verde”. Há várias inferências imediatas que podem ser validamente usadas em operações lógicas, o resultado dessas é a forma de afirmação logicamente equivalente à afirmação dada. Existem também inferências imediatas inválidas que são falácias silogísticas.

## Inferências imediatas válidas

### Conversão
- Dada uma afirmação do tipo E, a partir da ordem tradicional de oposição, “Nenhum S é P.”, pode-se obter a inferência imediata “Nenhum P é S” que é a conversão da afirmação dada.
- Dada uma afirmação do tipo I, “Algum S é P.”, pode-se obter a inferência imediata “Algum P é S” que é a conversão da afirmação dada.

### Oposição
- Dada uma afirmação do tipo A, “Todo S é P.”, pode-se obter a inferência imediata “Nenhum S é não P” que é a oposição da afirmação dada.
- Dada uma afirmação do tipo E, “Nenhum S é P.”, pode-se obter a inferência imediata “Todo S é não P” que é a oposição da afirmação dada.
- Dada uma afirmação do tipo I, “Algum S é P.”, pode-se obter a inferência imediata “Algum S não é não P” que é a oposição da afirmação dada.
- Dada uma afirmação do tipo O, “Algum S não é P.”, pode-se obter a inferência imediata “Algum S é não P” que é a oposição da afirmação dada.

### Contrapositiva
- Dada uma afirmação do tipo A, “Todo S é P.”, pode-se obter a inferência imediata “Todo não P é não S” que é a contrapositiva da afirmação dada.
- Dada uma afirmação do tipo O, “Algum S não é P.”, pode-se obter a inferência imediata “Algum não P não é não S” que é a contrapositiva da afirmação dada.

## Inferências imediatas inválidas
Os casos de aplicação incorreta das relações contrárias, subcontrárias e subalternação são falácias silogísticas chamadas de contrário ilícito, subcontrário ilícito e subalternação ilícita. Casos de aplicação incorreta da relação contraditória são tão pouco frequentes, que geralmente não é reconhecida uma falácia “ilícita contraditória”.

### Ilícita contrária
- É falso que todo A é B, portanto, nenhum A é B.
- É falso que nenhum A é B, portanto, todo A é B.

### Ilícita subcontrária
- Algum A é B, portanto, é falso que algum A é não B.
- Algum A é não B, portanto, algum A é B.

### Ilícita subalternação (Superalternação)
- Algum A é não B, portanto, nenhum A é B.
- É falso que todo A é B, portanto, é falso que algum A é B.